# Šorgi
Šorgi (en italien : Sorghi) est une localité de Croatie située en Istrie, dans la municipalité d'Oprtalj, dans le comitat d'Istrie. En 2001, la localité comptait 56 habitants.

## Démographie
| 1948 | 1953 | 1961 | 1971 | 1981 | 1991 | 2001 |
| ---- | ---- | ---- | ---- | ---- | ---- | ---- |
| 324  | 237  | 167  | 104  | 88   | 73   | 56   |